# Збигнев Рау
Збѝгнев Влоджѝмеж Ра̀у (на полски: Zbigniew Włodzimierz Rau) е полски юрист, професор в Лодзкия университет и политик, сенатор (2005 – 2007), лодзки войвода (2015 – 2019), депутат (2019 – 2020), министър на външните работи на Полша (2020 – 2023).

## Биография
Збигнев Рау е роден на 3 февруари 1955 година в Лодз, в семейство на лекари. През 1977 година завършва право в Лодзкия университет. Пет години по-късно защитава докторска дисертация в Полския университет в Лондон. През 1980 година става член на синдиката „Солидарност“. В периода 1981 – 1995 година е стипендиант и приподава във висши училища в САЩ, Великобритания и Австралия. От 1995 година чете лекции в родния си университет. През 2001 година поема ръководството на Катедрата по философия на правото и етиката във Висшето Салезианско училище по икономика и управление. В 2005 година е удостоен с научната титла професор.